# Veit (Berliner Familie)
Die deutsche, jüdische Familie Veit war von den späten 1730er Jahren bis 1942 in Berlin ansässig. Der Berliner Zweig der Familie Veit beginnt mit dem Textil-Produzenten Juda(h) Veit Singer, der sich 1738 in Berlin niederließ.

## Genealogie
Juda(h) Veit (Singer) (geb. 1710 oder 1719 in Witzenhausen, gest. 8. Januar 1786 in Berlin) war ein Sohn von Veit Singer, dem Kurhessischen Landrabbiner in Witzenhausen, und dessen Frau Eidel Fränkel. Juda(h) Veit heiratete im Jahr 1740 Beylle („Bella“) Hirsch, eine Tochter von David Hirsch (Prager) (1700–1773), Inhaber einer Textil-Manufaktur in Potsdam, in der Samt- und Seidenstoffe hergestellt wurden. Das Ehepaar hatte fünf Söhne:
1. Joseph Veit (geb. 1745 in Berlin, gest. 1831 ebenda), verheiratet mit Bella Heumann (geb. circa 1747 in Berlin, gest. 1838 ebenda)
2. Salomon Veit (geb. 6. November 1751 in Berlin; gest. 24. April 1827 ebenda), verheiratet mit Male Marcus (1751–1820),
3. David Veit (geb. 24. April 1753 in Berlin; gest. 28. Januar 1835 ebenda), verheiratet mit Veilchen (Philippine) Lazarus Braunschweig,
4. Simon Veit (geb. 25. Mai 1754; gestorben 1. Oktober 1819), verheiratet mit Brenda (Brendel) Mendelssohn (geb. 1764 in Berlin, gest. 1839 in Frankfurt am Main). Das Ehepaar wurde 1799 geschieden,
5. Philipp Veit (1758–1838), verheiratet mit seiner Nichte Caroline Veit (1774–1857),
6. Eidel (Adele) Veit, (1759–?), verheiratet mit Moses Marcus, später Moses Mertens, (geb. 1757 in Berlin, gest. 1839 ebenda).

Drei dieser Söhne – nämlich Salomon, David und Simon – gründeten 1789 zusammen das Berliner Bankhaus Gebrüder Veit.

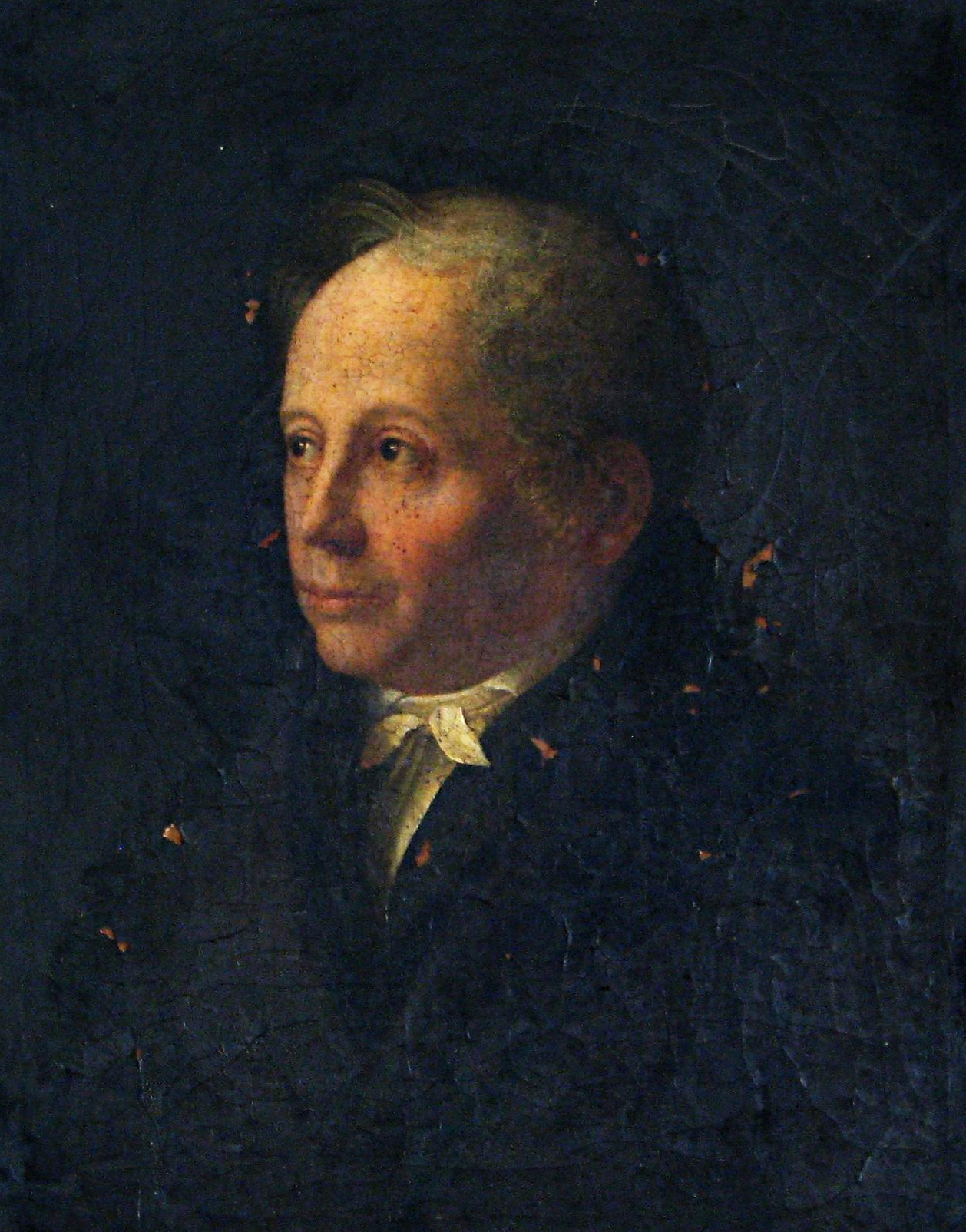
Porträt Simon Veit (1754–1819), von Jona (Johannes) Veit (1790–1854)

Im Jahr 1783 erhielt Juda Veit das Generalprivileg.
Aus der Ehe von Joseph Veit (1745–1831) mit Bella Heumann (ca. 1747–1838) ging unter anderem der Arzt David Veit (geb. 1771 in Breslau, gest. 1814 in Hamburg) hervor.
Aus der Ehe von Salomon Veit (1751–1827) mit Male Marcus (1751–1820) ging Caroline Veit (1774–1857) hervor, die einen Bruder ihres Vaters heiratete, nämlich ihren Onkel Philipp Veit (1758–1838).
Aus der Ehe von David Veit (1753–1835) mit Veilchen (Philippine) Lazarus (Braunschweig) ging unter anderem Uhde David Veit (geb. 1794 in Berlin, gest. 1837 ebenda) hervor, der zusammen mit seinem Vetter Uhde Philipp Veit (1799–1863) das Bankhaus Veit fortführte. Ein weiterer Sohn dieses Ehepaares war Jona (Johann) Jacob Veit (1790–1865). Dieser Jona (Johann) Veit war mit Friederike Flesch (1800–1867) verheiratet. Das Paar hatte mindestens zwei Söhne, nämlich:
- den Mediziner Otto Siegfried Veit (1822–1883), verheiratet mit Marie Friederike Pauline Malotki von Trzbiatowski (1828–1903)
- den Bankier Eduard Hermann Veit (1824–1901), verheiratet mit Marianne Kunze

Otto Siegfried Veit und Marie Friederike Pauline Malotki von Trzbiatowski hatten mindestens einen Sohn, nämlich den Arzt (Gynäkologen) Johann Friedrich Otto Siegfried Veit (1852–1917), kurz: Johann Veit.
Johann Friedrich Otto Siegfried Veit (1852–1917) und seine Ehefrau hatten mindestens folgende Kinder:
- Charlotte Emilie Anna Veit (geb. 1882 in Halle)
- Otto Veit (geb. 1884 in Berlin; gest. 1972 in Köln), ein Mediziner (Anatom), der das Anatomische Institut der Universität Köln aufbaute.

Aus der Ehe von Simon Veit (1754–1819) mit Brenda (Brendel) Mendelssohn (1763–1839) gingen die Maler Jona (Johannes) Veit (geb. 1790 in Breslau, gest. 1854 in Rom) und Philipp Veit (geb. 1793 in Berlin, gest. 1877 in Mainz) hervor. Brenda, Jona und Philipp ließen sich taufen und wurden katholisch. Nach der Scheidung von Simon und Brenda im Jahr 1799 heiratete Brenda, die ihren Vornamen nach ihrer Taufe in Dorothea geändert hatte, im Jahr 1802 den neun Jahre jüngeren Schriftsteller Friedrich Schlegel (1772–1829). Sie war eine Tochter des jüdischen Aufklärers Moses Mendelssohn (1729–1786).
Aus der Ehe von Philipp Veit (1758–1838) mit seiner Nichte Caroline Veit (1774–1857) gingen folgende fünf Kinder hervor:
- Henriette Veit (1798–1877), seit 1816 verheiratet mit Hirsch (Herman[n]) Simon (1793–1847),
- der Bankier Uhde Philipp Veit (geb. 1799 in Berlin, gest. 1863), der zusammen mit seinem Vetter Uhde David Veit (1794–1837) das Bankhaus Veit fortführte,
- Bella
- Therese (1804–1832), verheiratet mit Joseph Lehmann (geb. 1801 in Glogau; gest. 1873 in Berlin).[4]
- der Autor, Verleger und Politiker Moritz Veit (geb. 1808 in Berlin, gest. 1864 ebenda)

Henriette Veit (1798–1877) heiratete im Jahr 1816 Hirsch (Herman[n]) Simon (geb. 1793 in Berlin, gest. 1847 in Berlin-Schöneberg). Durch die Heirat zwischen Hirsch (Herman[n]) Simon und Henriette Veit im Jahr 1816 trat zu dem ursprünglichen Familiennamen Veit der Familienname Simon hinzu. In der Generation der Kinder dieses Ehepaares erhielten manche männliche Nachkommen den zweiten Namen Veit, später erhielten auch einige weiblichen Nachkommen diesen „Mittelnamen“.
Aus ihrer Ehe gingen unter anderem die Brüder Carl Berthold Simon (geb. 1828 in Berlin, gest. 1901 ebenda) und Theodor August Simon (geb. 1832 in Berlin, gest. 1903 ebenda) hervor, die das Bankhaus Veit fortführten.
Theodor August Simon (1832–1903) heiratete im Jahr 1865 Hedwig Louise Liebermann (1843–1933). Aus ihrer Ehe ging unter anderem der Botaniker Siegfried Veit Simon (1877–1934) hervor.

Hedwig Veit Simon mit ihren Kindern Katharina, Heinrich und Eva Veit Simon

Katharina „Käthe“ Veit Simon

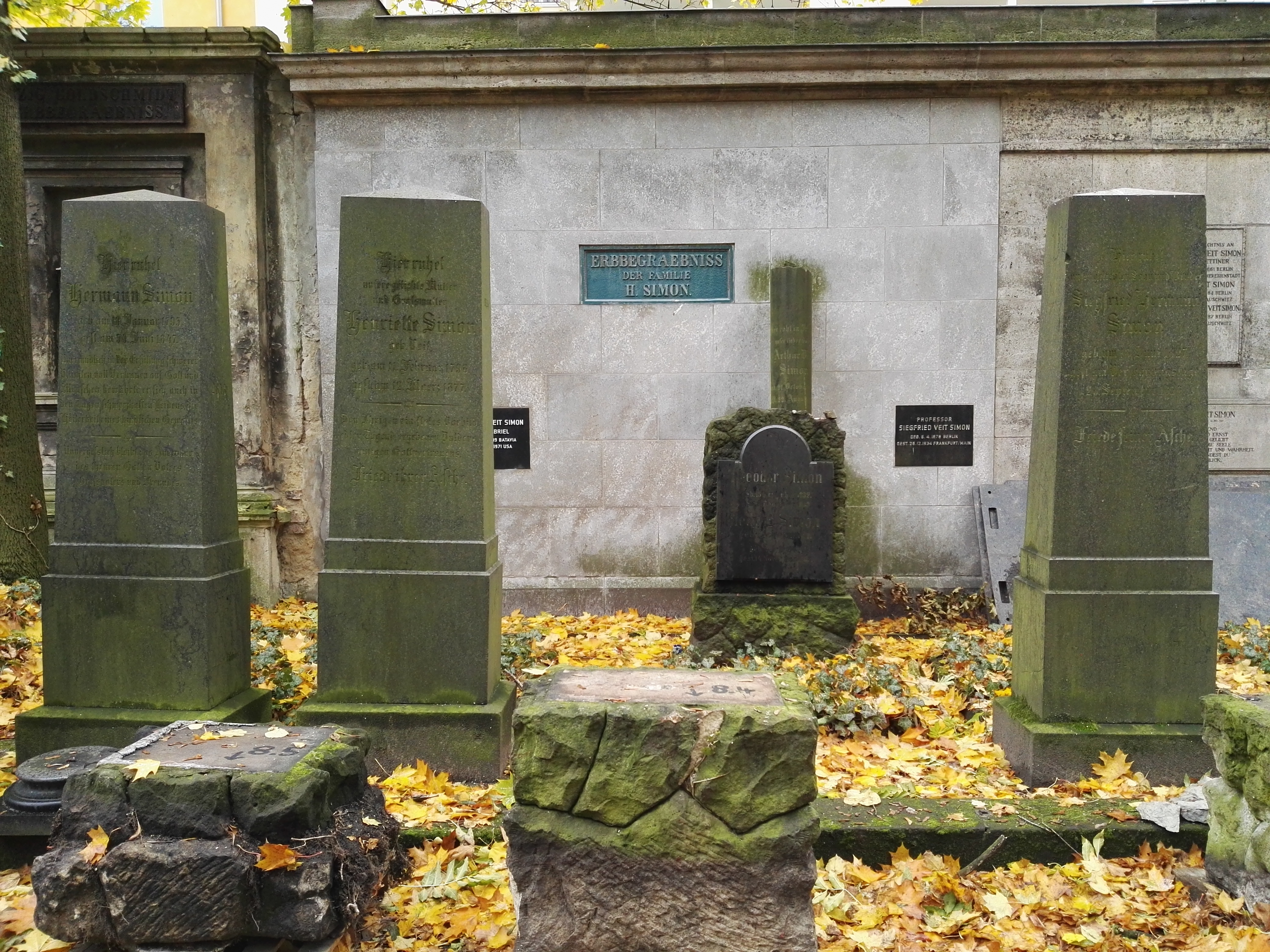
Erbbegräbnis der Familie H. Simon auf dem jüdischen Friedhof Schönhauser Allee, Berlin

Carl Berthold Simon (1828–1901) heiratete Therese Schneider (geb. 1835 in Berlin, gest. 1899 ebenda). Aus ihrer Ehe gingen unter anderem der Rechtsanwalt und Notar Herman Veit Simon (geb. 1856 in Berlin, gest. 1914 in St. Blasien) und der Bankier Paul Veit Simon (geb. 1869 in Berlin, gest. 1935 ebenda) hervor. Paul Veit Simon (1869–1935) führte gemeinsam mit seinem Vetter Moritz Veit Simon (geb. 1867 in Berlin, gest. 1934 ebenda) und dessen Schwager Edgar Rosenthal (geb. 1855 in Czarnikau, gest. 1927 in Berlin) das Bankhaus Veit fort, das im Jahr 1931 aufgrund wirtschaftlicher Schwierigkeiten liquidiert werden musste. Der Rechtsanwalt Hermann Veit Simon (1856–1914) heiratete Hedwig Stettiner (geb. 1861 in Berlin, gest. 1943 in Theresienstadt). Aus dieser Ehe ging der Rechtsanwalt und Notar Heinrich Veit Simon (geb. 1883 in Berlin, ermordet 1941 ebenda) hervor.
Heinrich Veit Simons (1883–1941) Schwestern Eva Anna und Katharina (Käthe) Theresa wurden am 3. Oktober 1942 zunächst nach Theresienstadt deportiert. Im Mai 1944 wurden sie dann von dort in das Konzentrationslager Auschwitz verbracht und dort ermordet. Heinrichs Sohn Rolf Gabriel (1916–1943) schien zunächst in den Niederlanden sicher zu sein, wurde jedoch nach der deutschen Besetzung der Niederlande mit seiner Frau Sabine nach Auschwitz verschleppt und dort ermordet. Heinrichs Töchter Ruth Agnes (1914–1943) und Etta Ottilie (1918–2009) mussten Zwangsarbeit bei Zeiss-Ikon in Zehlendorf leisten. Am 7. Juli 1942 wurden die beiden jungen Frauen über das Sammellager Große Hamburger Straße 26 nach Theresienstadt deportiert. Ein Jahr später, am 26. Juli 1943, starb Ruth Veit Simon dort in Theresienstadt im Alter von 29 Jahren. Ihre Schwester Etta überlebte als einzige der deportierten Familienangehörigen das Lager. Heinrich Veit Simons Frau Irmgard Gabriel (geb. 16. Dezember 1889 in Batavia (Niederländisch-Indien), gest. 1971, eine Schwester des Staatsanwalts Helmuth Gabriel), und vier ihrer sechs Kinder überlebten die Zeit des Nationalsozialismus. Sohn Herman (1911–2011) und Tochter Ulla Phillipine (1915–2004) gelang in den 1930er Jahren die Flucht nach Großbritannien bzw. nach Chile. Die jüngste Tochter Judith Leonore (* 1925) gelangte mit dem Kindertransport vom 30. Dezember 1938 nach Großbritannien. Irmgard überlebte den Krieg in Berlin und folgte nach Kriegsende ihrer Tochter Etta nach London. Etta zog später nach New York und nahm den Nachnamen ihres Mannes Erwin Japha an. Ihre Geschwister Ulla und Judith lebten ebenfalls in den USA, Harro in Chile. Damit erlosch der Berliner Zweig der Familie Veit.

## Stolpersteine Familie Veit

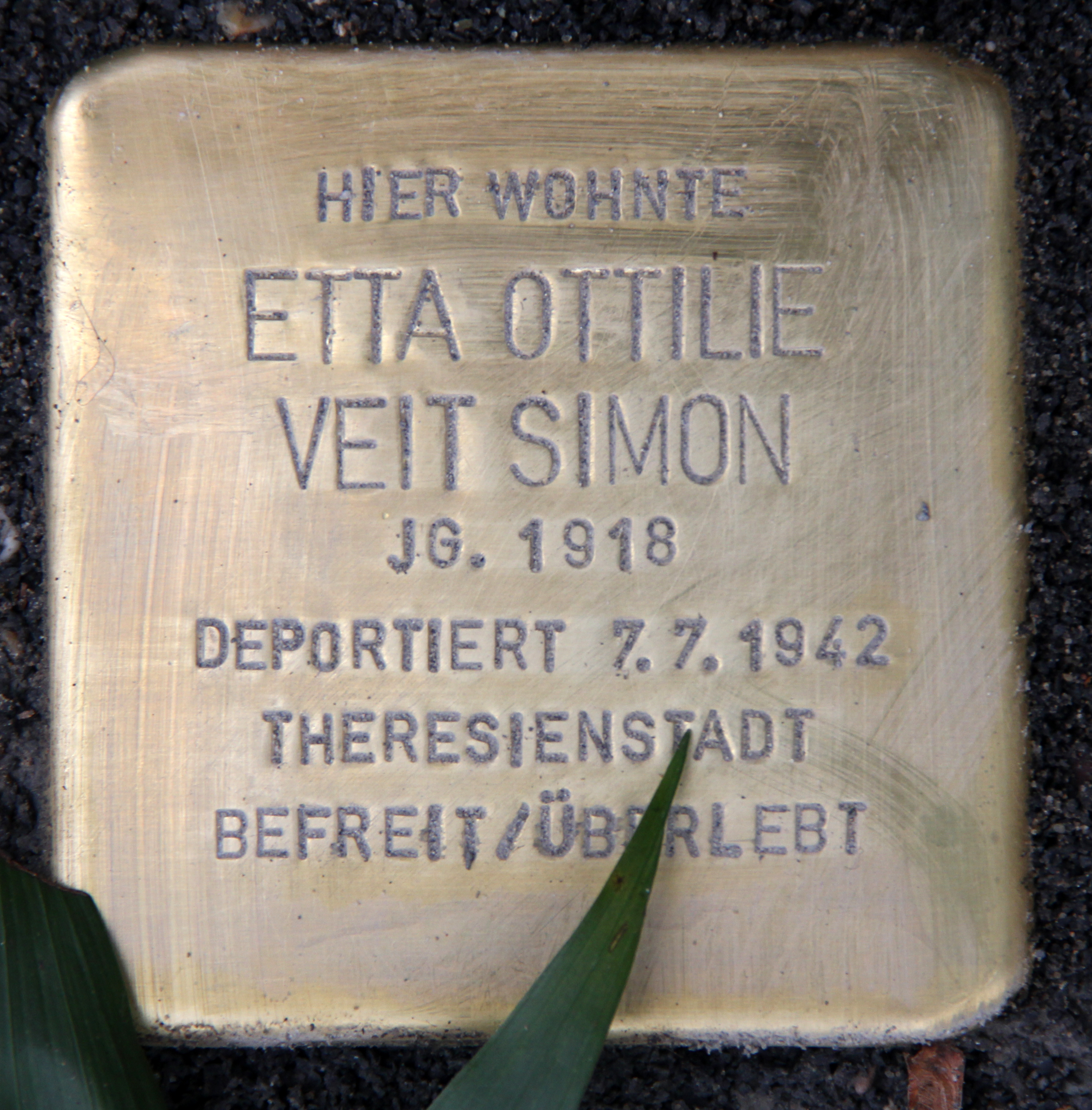
Stolperstein Etta Ottilie Veit Simon, Berlin, Hindenburgdamm 11
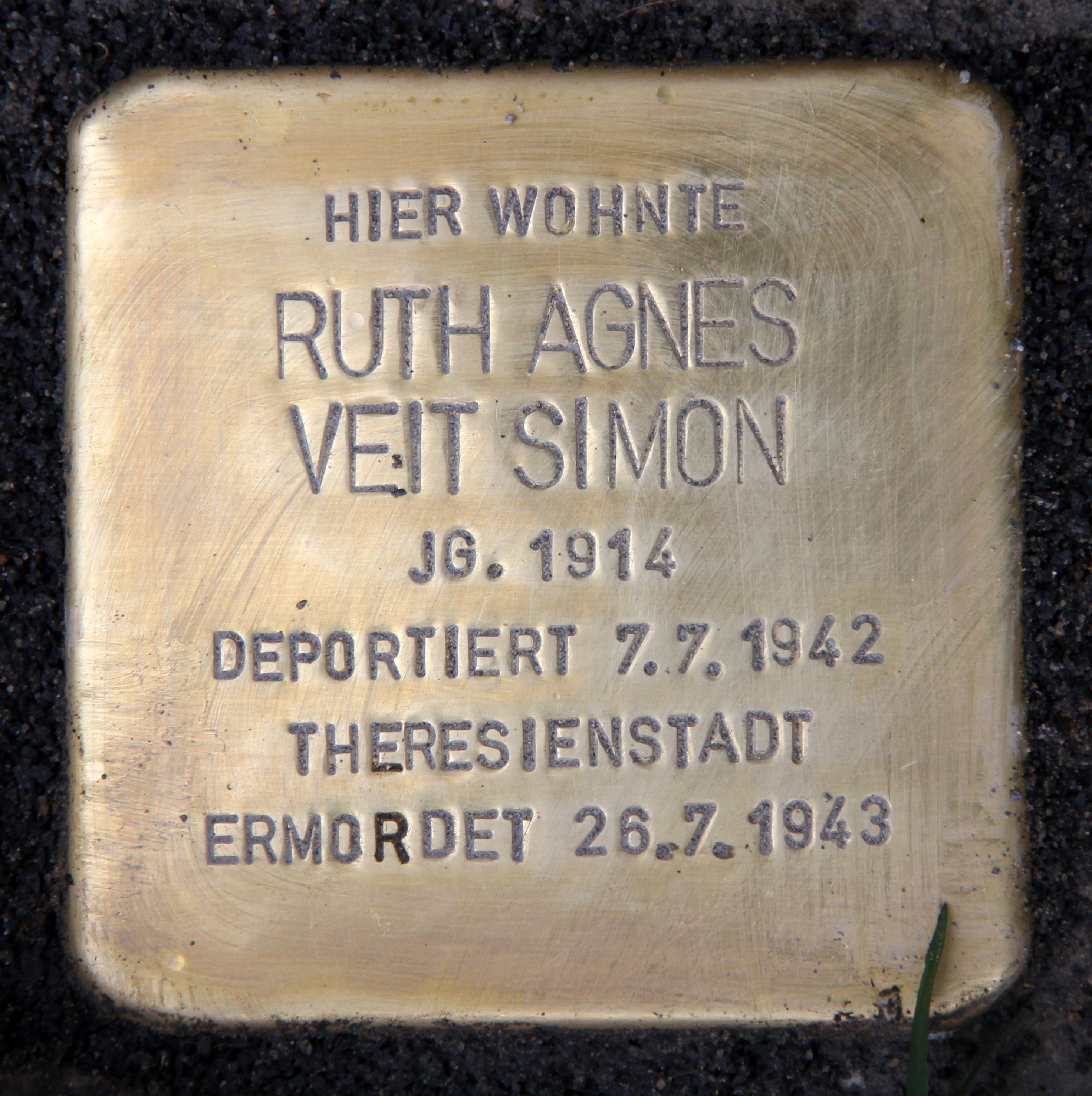
Stolperstein Ruth Agnes Veit Simon, Berlin, Hindenburgdamm 11
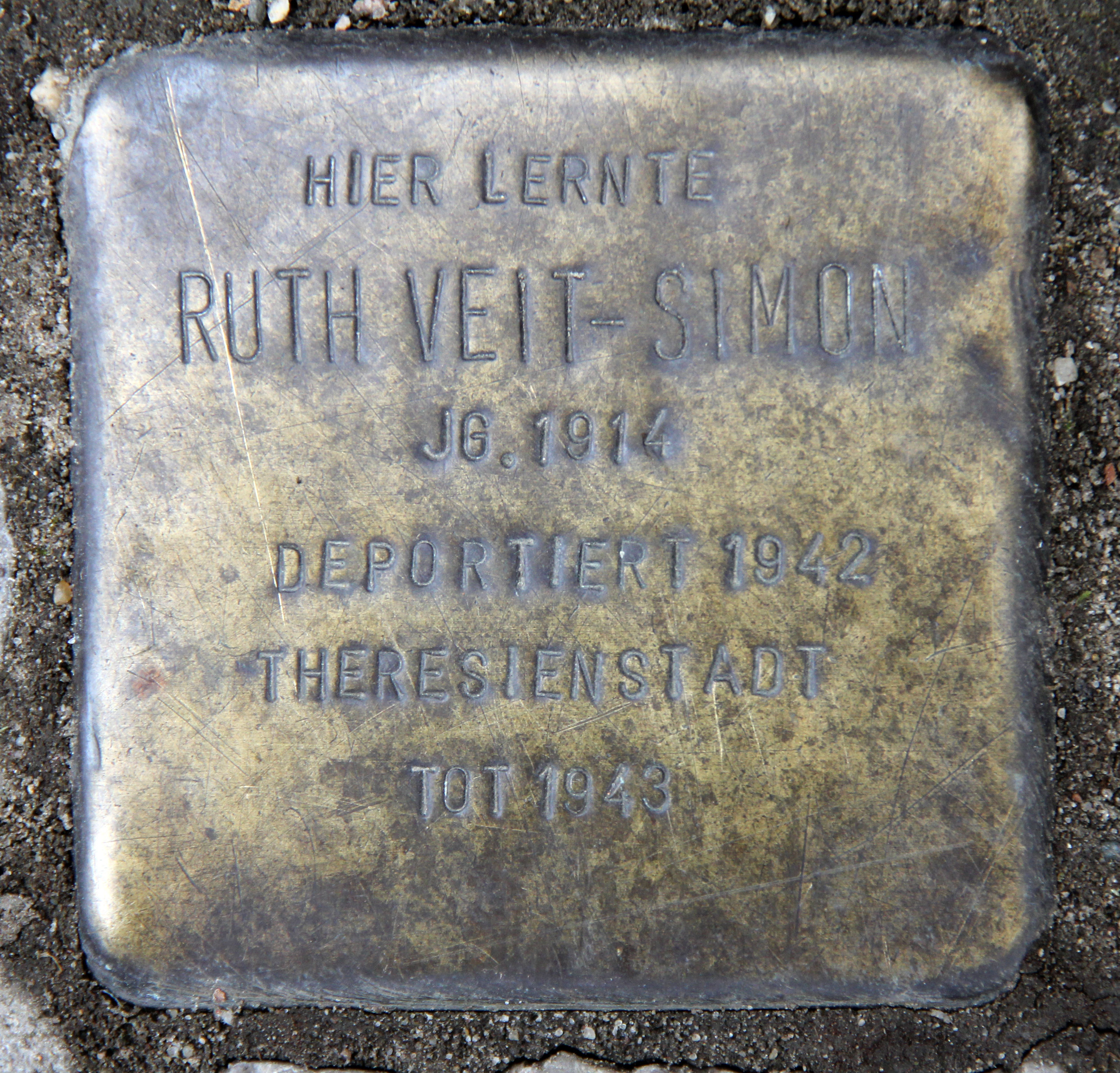
Stolperstein Ruth Veit Simon, Berlin, Rothenburgstr. 18
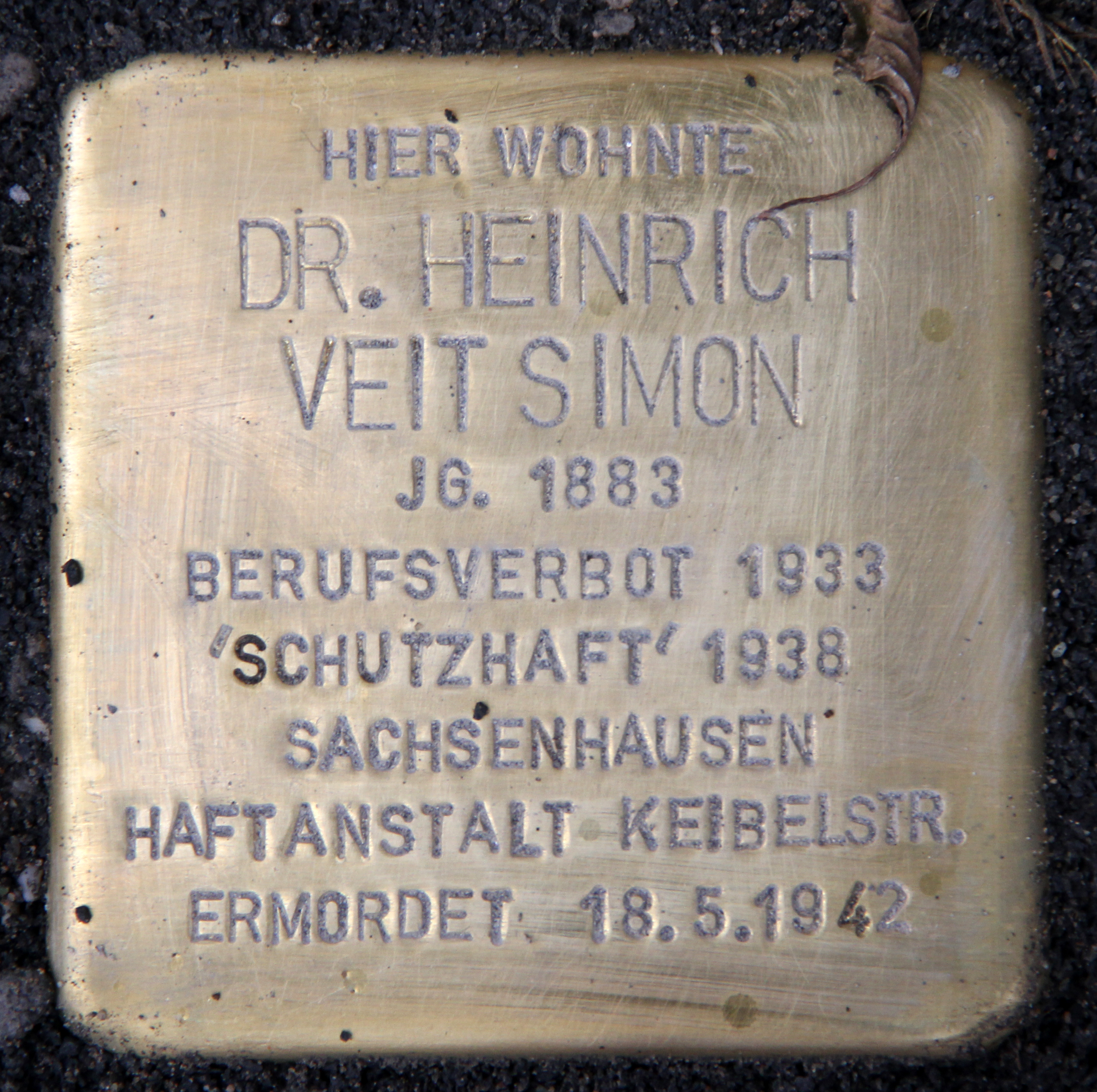
Stolperstein Heinrich Veit Simon, Berlin, Hindenburgdamm 11
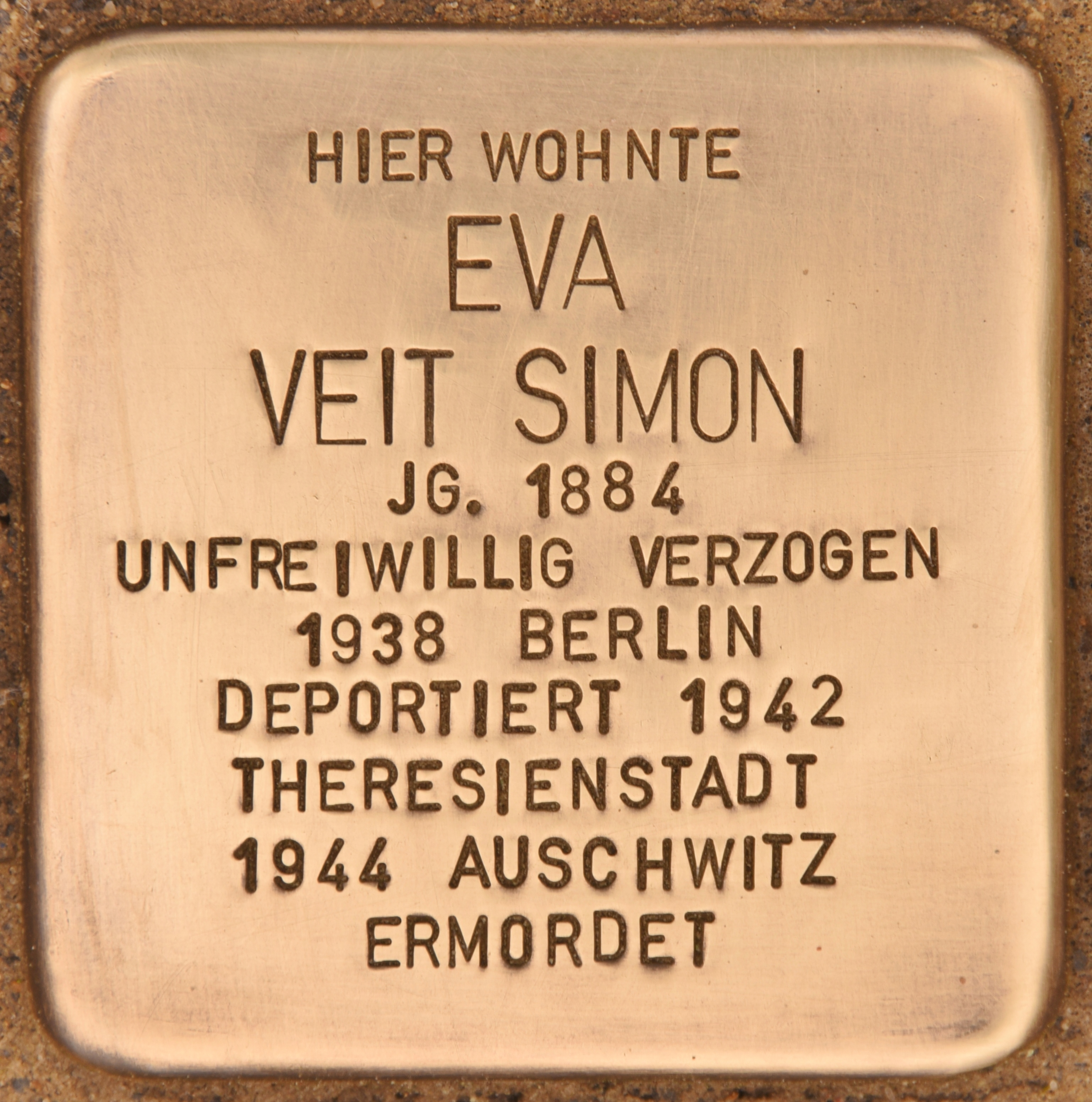
Stolperstein Eva Veit Simon, Gransee
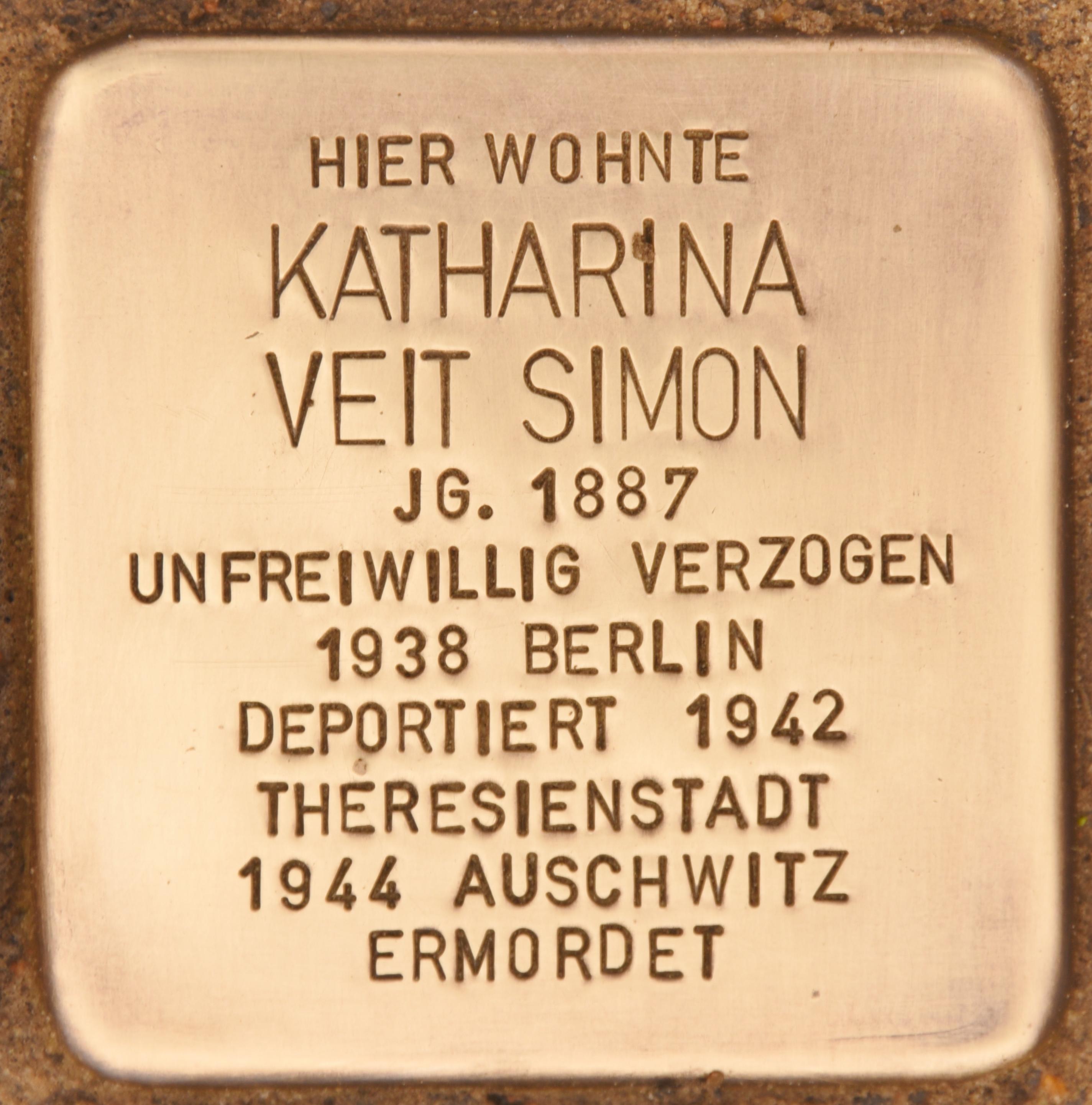
Stolperstein Katharina Veit Simon, Gransee
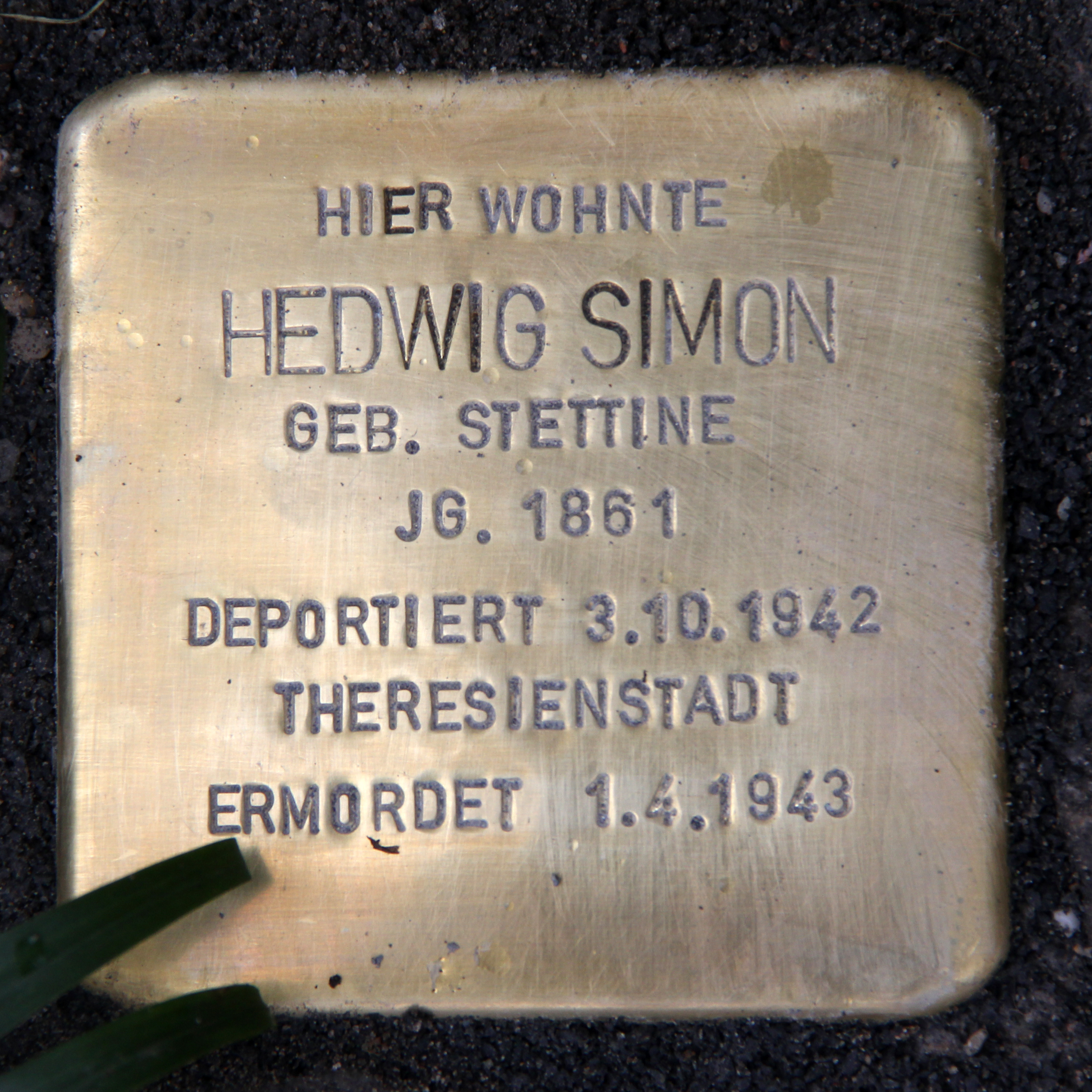
Stolperstein Hedwig Simon, Berlin, Hindenburgdamm 11